# 稲垣若菜
稲垣 若菜（いながき わかな、2002年5月31日 - ）は、愛知県出身の、日本の柔道選手。階級は48kg級。

## 経歴
大成中学3年の時に全国中学校柔道大会の44㎏級で2位になった。大成高校時代は際立った成績を残せなかった。
2021年に桐蔭横浜大学へ進学すると、3年の時に学生体重別の48㎏級で優勝した。講道館杯では3位になった。グランプリ・リンツでは決勝まで進むも、東海大学1年の近藤美月に敗れて2位だった。4年の時には体重別で3位になると、体重別団体でも3位となった。2025年には警視庁の所属となるも、体重別では初戦で敗れた。グランドスラム・ドゥシャンベでは準々決勝でカザフスタンのアビバ・アブジャキノワに有効で敗れるも、その後の敗者復活戦を勝ち上がって3位になった。
IJF世界ランキングは245ポイント獲得で50位(25/7/28現在)。

## 戦績
- 2017年 -　全国中学校柔道大会　2位(44㎏級)
- 2023年 -　学生体重別　優勝
- 2023年 -　講道館杯　3位
- 2024年 -  グランプリ・リンツ　2位
- 2024年 -　体重別　3位
- 2024年 -　体重別団体　3位
- 2025年 -　グランドスラム・ドゥシャンベ 3位

(出典JudoInside.com)